# 유전 질환
유전 질환(遺傳疾患, 영어: genetic disorder)은 유전자나 염색체에 있는 해로운 변이로 인해 생기는 질병이다. 유전자 질환(遺傳子疾患), 유전성 질환(遺傳性疾患), 유전병(遺傳病)이라고도 한다.

## 역사
1909년 영국의 의사 아처볼드 개로드가 처음으로 선천성 대사이상 질환이란 개념을 발표하였다. 그는 선천성 대사이상 질환을 선천적으로 특정한 효소가 모자라거나 없는 사람들이 물질대사에 이상이 생겨 걸리는 병으로 정의하였다. 1953년 제임스 왓슨과 프랜시스 크릭이 로절린드 프랭클린의 자료를 참고로 분석해 DNA의 분자구조를 밝힌 이후 이루어진 유전학의 성과로 오늘날 인간이 모든 유전체가 밝혀져 유전자 이상으로 인한 질병 연구가 활발히 이루어지고 있다.
현대 의학에서는 질병의 발병을 유전형질과 환경의 상호작용에 의한 것으로 본다. 따라서 질병이 거의 100% 유전적인 요소로 인해 발병하는 경우에만 특별히 유전 질환이라 부르고 있다.

## 종류와 검사
유전 질환은 유전되는 양상에 따라 구분될 수 있다. 멘델의 유전법칙을 따르는 상염색체 우성, 상염색체 열성, 성염색체 우성, 성염색체 열성 질환과, 멘델의 유전법칙을 따르지 않는 유전체 각인, 표현촉진, 미토콘드리아 유전 질환이 있다.
유전 질환의 진단을 위한 검사에는 염색체의 이상을 확인하는 세포 유전 검사와, 유전자의 DNA와 RNA를 검사하는 분자 유전 검사, 그리고 유전자의 산물을 검사하는 생화학적 유전 검사가 있다.
잘 알려진 유전 질환으로는 혈우병, 백색증, Rh 부적합증 등이 있다.

## 발현 빈도
선천성 기형 및 유전 질환의 발생은 세계적으로 신생아 가운데 1~3%를 차지한다는 통계가 보고되어 있다. 대한민국의 경우 1997년에서 1999년 사이에 수원시에서 조사한 통계가 보고 되어 있으며 임신 중절, 유산, 사산, 출산을 모두 포함한 임신 전체에 대해 유전성 질환은 1.2%를 기록하였다. 이 조사에서 유전성 질환별 발생 빈도는 1,000명의 분만아 중 다운증후군의 경우 0.82 명, 구순구개열의 경우 1.79 명, 신경관 결손증의 경우 0.39 명 등으로 나타났다.

## 참고 문헌
- 희귀난치성질환센터 보관됨 2014-10-09 - 웨이백 머신
- 유전성 질환의 이해[깨진 링크(과거 내용 찾기)](PDF)